# Winter-X-Games 2010

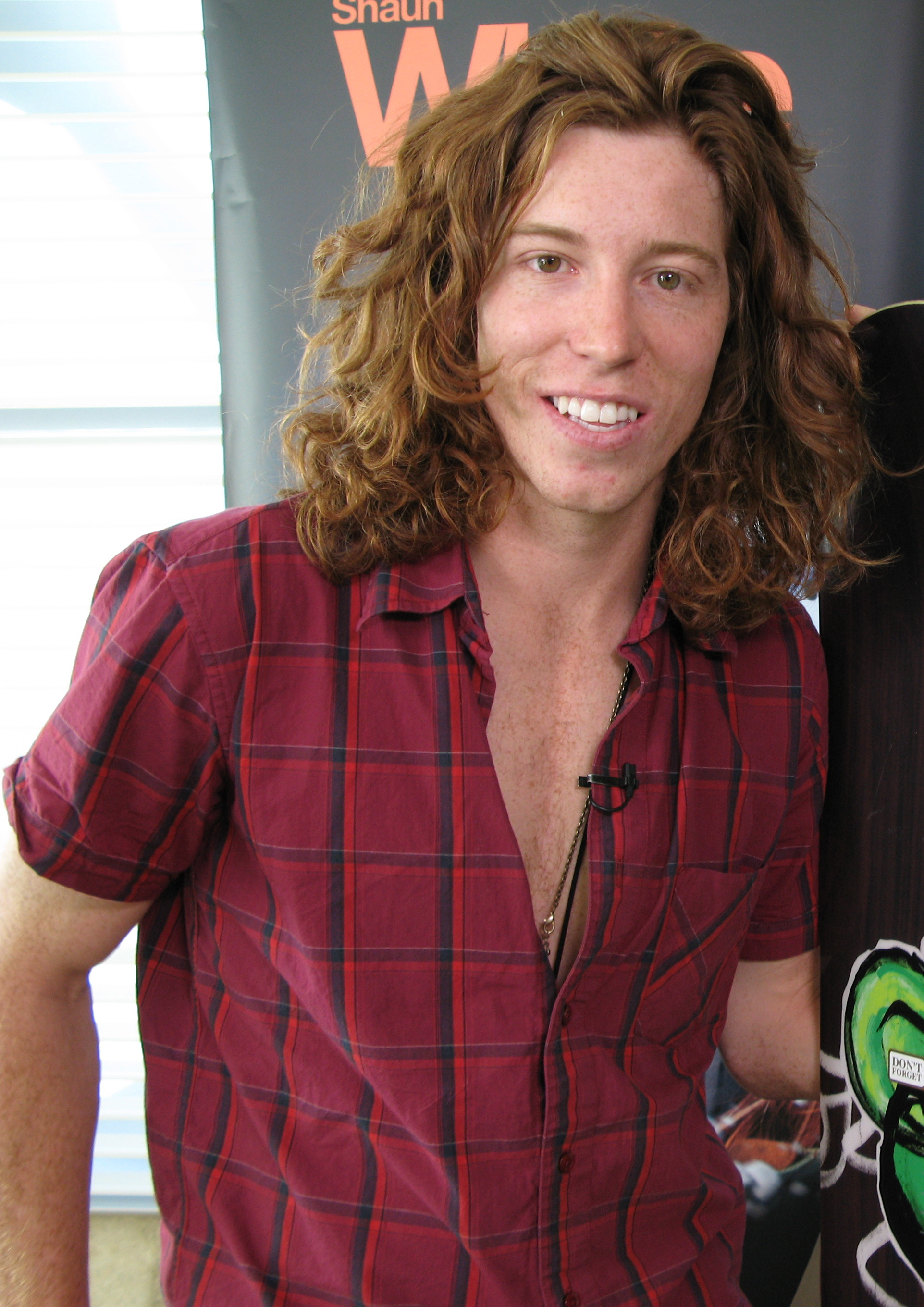
Shaun White

Die Winter-X-Games XIV fanden vom 28. bis 31. Januar 2010 zum neunten Mal in Folge in Aspen, Colorado statt. 250 Teilnehmer, darunter 39 Olympiateilnehmer, traten in den drei Sportarten Freestyle-Skiing, Schneemobil und Snowboard an. Die Veranstaltung war in den Disziplinen Snowboard-Halfpipe, Snowboardcross und Skicross das letzte große Aufeinandertreffen vor den Mitte Februar beginnenden Olympischen Winterspielen. Zum ersten Mal wurden ein Ski-Superpipe-High-Air-Wettbewerb, ein Snowmobile-Knockout-Contest und ein Behinderten-SnoCross-Wettbewerb für Schneemobile veranstaltet.

## Sportarten
Bei den Winter-X-Games 2010 wurden insgesamt 22 Disziplinen in 3 Sportarten ausgetragen:
- Freestyle-Skiing, Resultate
- Schneemobil, Resultate
- Snowboard, Resultate